# 1 µm
O processo de 1 μm se refere ao nível de tecnologia de processo de semicondutor MOSFET que foi comercializado por volta do período de 1984 a 1986, por empresas líderes de semicondutores como NTT, NEC, Intel e IBM. Foi o primeiro processo em que o CMOS era comum (em oposição ao NMOS).
O primeiro MOSFET com um comprimento de canal NMOS de 1 μm foi fabricado por uma equipe de pesquisa liderada por Robert H. Dennard, Hwa-Nien Yu e F.H. Gaensslen no IBM T.J. Watson Research Center em 1974.